# Simonovits István
Simonovits István (Bácskeresztúr, 1907. december 24. – Budapest, 1985. május 12.) állami díjas (1970) orvos, hematológus, egyetemi tanár, az orvostudományok kandidátusa (1959), az orvostudományok doktora (1976), akadémikus (1985), az Országos Haematológiai és Vértranszfúziós Intézet egykori főigazgatója.

## Életpályája
Simonovits Vilmos (1866–1915) községi orvos és Bernát Margit (1879–1945) fiaként született. 1926-ban kezdte meg tanulmányait a budapesti Pázmány Péter Tudományegyetem orvosi karán. 1928-ban az egyetem Biokémiai Intézetében kezdte meg tudományos munkásságát. 1928–1935 között a Pázmány Péter Tudományegyetem Élet- és Kórvegytani Intézetében Hári Pál gyakornoka és egyetemi tanársegéde volt. Orvosi diplomáját a budapesti orvoskaron 1932 őszén kapta meg. 1933–1940 között a budapesti Szövetség utcai Kórház Belgyógyászati Osztályán Engel Károly gyakornoka volt. 1940–1945 között orvosi magánrendelőjében praktizált, valamint a munkás sportegyesületekben működött sportorvosként. A második világháború idején mentőorvosként teljesített szolgálatot. 1945-ben az Orvosszakszervezet titkára volt. 1945-től számos tanulmánya jelent meg az orvosi szaklapokban magyar, orosz, francia, angol, lengyel nyelven az egészségügy elméleti és gyakorlati kérdéseiről. 1945–1953 között a Népjóléti Minisztérium, illetve az Egészségügyi Minisztérium egészségügyi főcsoporthelyettese volt. 1948-tól hozzákezdett az országos intézetek kiépítéséhez. 1953–1957 között miniszterhelyettes volt. 1957–1963 között a miniszter első helyettese volt. 1960–1978 között a Semmelweis Egyetem Egészségügyi Szervezési Intézetének tanszékvezető és intézetigazgató egyetemi tanára volt. 1964–1978 között az Országos Vérellátó Szolgálat, illetve az Országos Haematológiai és Vértranszfúziós Intézet főigazgatója volt.

## Munkássága
Első tudományos közleménye még orvostanhallgató korában jelent meg a Biochemische Zeitschriftben, a hemoglobin optikai aktivitásáról. Mint belgyógyász folytatta tudományos munkáját, elsősorban a szívbetegek gyógyításának területén. Eredményei főleg a hazai szaklapokban jelentek meg, de a legjelentősebb nemzetközi szakfolyóiratok (pl. The Lancet) is ismertették. Megszervezte az izotóp laboratóriumok, valamint a klinikák és kórházak országos könyvtári hálózatát. A tudományos kutatást a megfelelő műszerezettség biztosításával támogatta. Megírta a Társadalomegészségügyi és egészségügyi szervezéstan első magyar tankönyvét. Újra elindította az Orvosképzést, amelynek szerkesztésében haláláig részt vett. Egyik fő törekvése a hazai csecsemőhalandóság csökkentése volt. Többirányú munkásságából leghatékonyabb az anti-D prevenció bevezetése. Ennek eredménye, hogy napjainkban nem találunk Rh/D/inkompatibilitásból származó újszülöttkori haemolitikus betegséget. Másik fő kutatási területéhez, az anémia epidemiológiájához kapcsolódva, munkatársaival kidolgozta a serum IRMA és a laktoferitim meghatározás RIA módszerét. Tiszteleti tagja volt több nemzetközi tudományos testületnek. Tudományos közleményeinek száma: 162.

## Családja
Felesége Beke Anna (1913–2002) filozófus volt, akivel 1936. április 26-án Budapesten, az Erzsébetvárosban kötött házasságot. Négy fia született, János, András közgazdász, matematikus, Miklós matematikus, az MTA tagja és Mátyás autógépész üzemmérnök, orvos. Beke Ödön (1883–1964) nyelvész veje.
Sírja a Fiumei úti sírkertben található (27/D/1/7).

## Művei
- Über die optische Aktivität des Hämoglobins Biochemische Zeitschrift (1931)
- Über eine neue Mikro-Glykogenbestimmungsmethode Biochemische Zeitschrift (1933)
- Über Adsorption und Hydrolyse des adsorbierten Glykogens Biochemische Zeitschrift (1935)

## Díjai, elismerései
- Hári Pál-emlékérem
- Markusovszky-díj
- Munka Vörös Zászló Érdemrendje (1958, 1975)[7][8]
- Szocialista Hazáért Érdemrend (1967)
- Állami Díj (1970)
- Magyar Népköztársaság babérkoszorúval ékesített Zászlórendje (1982)[9]
- Április Negyedike Érdemrend (1985)[10]
- Janszky-
- Purknje-